# Eloy Fernández Clemente
Eloy Fernández Clemente   (Andorra (Terol), 13 de desembre de 1942 - Saragossa, 17 de desembre de 2022) fou un economista i historiador aragonès.

## Biografia
Fou catedràtic d'Història Econòmica en la Facultat de Ciències Econòmiques i Empresarials de la Universitat de Saragossa, de la qual ha estat degà en 1996-1999.
Fou fundador i director de la revista Andalán (1972-1977 i 1982-1987), i també dirigí la Gran Enciclopedia Aragonesa (1978-1982). Formà part del nucli fundador del Partit Socialista Aragonès (PSA). Ha publicat articles a les revistes Cuadernos para el Diálogo, Historia 16 i Rolde. El 2002 va ingressar en la Reial Acadèmia de Ciències Morals i Polítiques com a acadèmic corresponent.
Va ser president de la Fundación Gaspar Torrente para la Investigación y Desarrollo del Aragonesismo, que va tornar a editar El Ebro: revista aragonesista de pensamiento.

## Obres
- Educación y revolución en Joaquín Costa y breve antología pedagógica (1969).[2]
- La Ilustración Aragonesa (1969)
- Aragón contemporáneo 1833-1936 (1975)
- Estudios sobre Joaquín Costa (1989)
- Ulises en el siglo XX. Crisis y modernización en Grecia, 1900-1930 (1995)
- Portugal en los años veinte. Los orígenes del Estado Novo (1996).
- Gente de Orden. Aragón durante la dictadura de Primo de Rivera (1923-1930) (1997)
- Un siglo de obras hidráulicas en España: de la utopía de Joaquín Costa a la intervención del Estado (2000)
- El recuerdo que somos. Memorias, 1942-1972 (2010).
- Los años de Andalán. Memorias, 1972-1987 (2013).